# Miquel Serra i Sucarrats
Miquel Serra i Sucarrats (Olot, 11 de gener de 1868 – la Vall d'Uixó, Plana Baixa 9 d'agost de 1936) va ser un eclesiàstic i bisbe català. Va ser un dels tretze bisbes assassinats pel bàndol republicà durant la Guerra Civil espanyola, víctima de la persecució religiosa.
Va estudiar al Seminari de Girona, on s'ordenà sacerdot el 1892 i hi fou professor fins al 1896. Doctor en sagrada teologia i llicenciat en dret civil per la Universitat de Barcelona. El 1914 va ser nomenat vicari general de Tarragona, on ja era des del 1908 professor de dret romà i civil a la universitat pontifícia. Preconitzat bisbe de Canàries el 14 de desembre de 1922, va ser consagrat a Olot el 7 d'octubre de 1923. Va prendre possessió de la diòcesi de Sogorb el 28 de juny de 1936.
El 27 de juliol, poc després de l'intent de cop d'estat del 18 de juliol, fou empresonat juntament amb el vicari general Blasco el Palomar, el seu germà el canonge Carlos Serra, els pares franciscans José Sancho Sanchis i Camilo Tomás Domínguez, els llecs Ferrando Savall, Balaguer Juan i Sauch Brusca. En la matinada del 8 al 9 d'agost de 1936 van ser conduïts a Vall d'Uixó (Plana Baixa) i en la carretera d'Algar a uns quatre quilòmetres del cementiri i sis del poble, van ser afusellats tots excepte Camilo Tomás Domínguez i José Sancho Sanchis, que van ser assassinats el dia 11 i en la carretera que condueix de Sagunt a Canet d'en Berenguer, en la llera del riu Palància.